# La Lécherette

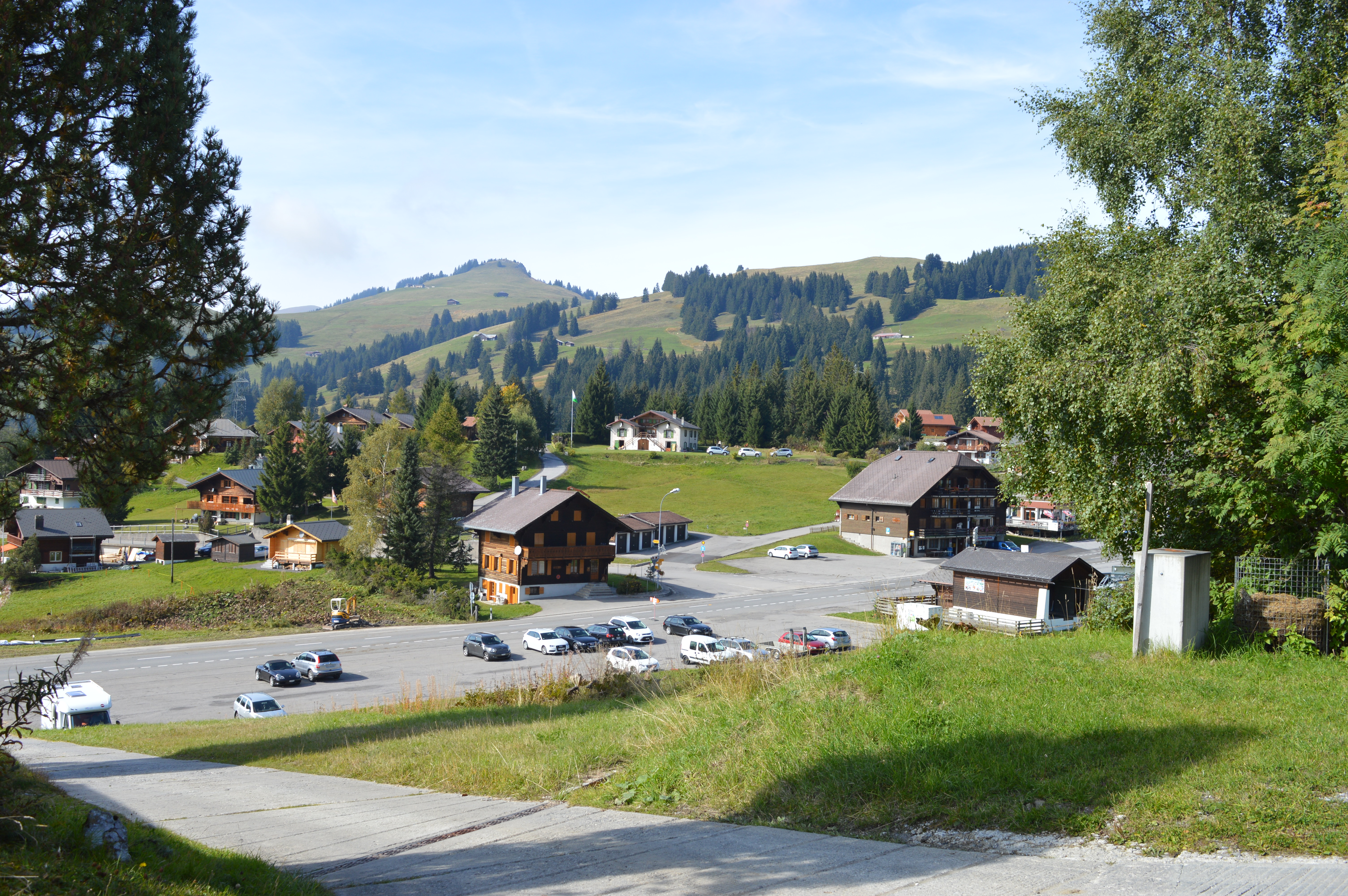
La Lécherette

La Lécherette ist eine Ortschaft am Col des Mosses in der Schweizer Gemeinde Château-d’Oex.
Der Wintersportort liegt im Zentrum der Waadtländer Voralpen an der Hauptstrasse 11, welche ihn mit Aigle im Südwesten und Château-d’Oex im Norden verbindet.